# جورج بوتشنر
جورج بوتشنر (بالألمانية: Georg Buschner)‏ مواليد 26 ديسمبر 1925 في غيرا - الوفاة 12 فبراير 2007 في ينا، كان لاعب كرة قدم ألماني كان يلعب كمدافع.

## المسيرة الاحترافية

### أندية لعب لها
- كارل زايس يينا

## روابط خارجية
- جورج بوتشنر على موقع قاعدة بيانات كرة القدم.إي يو (الإنجليزية)
- جورج بوتشنر على موقع بيانات كرة القدم. دي إي (الألمانية)
- جورج بوتشنر على موقع ناشيونال فوتبول تيمز (الإنجليزية)
- جورج بوتشنر على موقع عالم كرة القدم.نت (الإنجليزية)
- جورج بوتشنر على موقع أوليمبيديا (الإنجليزية)